# Храм Светог великомученика Прокопија у Јабланици (Лопаре)
Храм Светог великомученика Прокопија је храм Српске православне цркве који припада Епархији зворничко-тузланској. Налази се у Јабланици код Лопара у Републици Српској.
Изградња храма отпочета је 1991. године, али је прекинута због рата у Босни и Херцеговини. Градња је настављена 1995. године уз прилоге грађана и трајала наредне три године. 
Храм је 19. јула 1998. године освештао тадашњи митрополит зворничко-тузлански Василије уз саслужење епископа новограчаничко-средњозападноамеричког Лонгина.
Иконостас у дуборезу од храстовине израдио је Милан Гаврић из Прибоја код Лопара, док је Јово Грујић из Модриче живописао иконе на иконостасу. Радови на храму настављени су и каснијих година, а живописали су га Срђан и Христина Бркушанин из Краљева у периоду од 2003. до 2006. године.
У порти храма налази се и споменик страдалим борцима у одрамбено-отаџбинском рату. Сваке године на дан Светог Прокопија у храму се одржава свечана славска литургија.